# Premier président du parlement de Toulouse
Le premier président du parlement de Toulouse est, sous l'Ancien Régime, dans le royaume de France, un magistrat nommé par le roi. La charge de premier président n'est pas vénale, contrairement à la majorité des autres charges parlementaires. Elle existe dans tous les parlements du royaume.

## Liste des premiers présidents
- 1444-1449 : Aynard de Bletterens[1]
- 1449-1453 : Jacques de Meaux[2]
- 1453-1460 : Pierre Varinier[3]
- 1461-1465 : Jean Dauvet[4]
- 1465-1467 : Henri Marlé
- 1467-1468 : Louis de Lavernade
- 1472-1495 : Bernard Lauret[4]
- 1495-1503 : Jean de Sarrat[5]
- 1504-1505 : Nicolas de Saint-Pierre[6]
- 1505-1509 : Jacques de Minut (?)
- 1509-1525 : Pierre de Saint-André[6]
- 1525-1536 : Jacques Minuti[6]
- 1536-1538 : Jean de Bertrand[7]
- 1538-1562 : Jean de Mansencal[7]
- 1562-1581 : Jean Daffis[8]
- 1581-1589 : Jean-Étienne de Durant[9],[10]
- 1589-1593 : Pierre d'Auxerre[10]
- 1597-1600 : Pierre Du Faur de Saint-Jory[11]
- 1600-... : Antoine de Lestang / Nicolas de Verdun[9]
- 1602-1611 : Nicolas de Verdun
- 1611-1615 : François de Clary
- 1615-1632 : Gilles Le Masuyer[12]
- 1632-1653 : Jean de Bertier[13]
- 1653-1687 : Gaspard de Fieubet[14]
- 1687-1710 : Thomas-Alexandre de Morant[15],[9]
- 1710-1722 : François de Bertier[16]
- 1722-1762 : Joseph-Gaspard de Maniban[17]
- 1762-1769 : François de Bastard[18]
- 1769-1770 : Pierre-Louis-Anne Drouyn de Vaudeuil[19]
- 1770-1787 : Antoine-Joseph de Niquet[20],[21]
- 1787-1790 : Jean-Louis Emmanuel Augustin de Cambon[22]